# 電子麒麟
電子麒麟（英語：Electronic Unicorn），是一匹曾在香港出賽的已退役賽駒，練馬師早期是姚本輝，後期是蔡約翰，爲2001/2002馬季最佳一哩馬和香港馬王，以及2002/2003馬季最受公眾歡迎馬匹和最佳一哩馬。

## 簡介
「電子麒麟」擅長中短途，1200米至1600米皆宜，亦可扳至1800米。「電子麒麟」在服役期間出賽35次，共取得11冠7亞4季，取勝路程由1200米至1800米不等，取得獎金接近3440萬港元。2005年，「電子麒麟」光榮退役，香港賽馬會更為牠舉行歡送儀式，退休後定居雙魚河騎術學校，安享晚年。

## 曾經勝出的賽事

### 1999-2000馬季
- 樂聲牌T(tau)平面電視讓賽 第三班1400米
- 仁愛堂盃 第一二班1800米
- 香港馬主協會錦標 第一二班1600米

### 2000-2001馬季
- 其士盃 1600米

### 2001-2002馬季
- 樂聲盃 1200米
- 其士盃 1600米
- 董事盃 1600米

### 2002-2003馬季
- 董事盃 1600米
- 主席錦標 1600米
- 冠軍一哩賽 1600米

### 2003-2004馬季
- 女皇銀禧紀念盃 1600米